# Ismael M. Dahiyat
Ismael M. Dahiyat, auch Ismail (* vor 1974) ist ein jordanischer Arabist und Journalist. 
Dahiyat hat 1974 eine wegweisende Ausgabe von Avicennas Kommentar zur Poetik des Aristoteles als Dissertation im Promotionsverfahren an der State University of New York vorgelegt. Seither ist er beruflich bei der Voice of America tätig, zunächst als Leiter der South Asia and Near East Division, zuletzt als Direktor.

## Schriften (Auswahl)
- Avicenna's commentary on the Poetics of Aristotle. A critical study with an annotated translation of the text. E. J. Brill, Leiden 1974, (Auszüge online).